# Jane Haining
Pour les articles homonymes, voir Haining (homonymie).
Jane Mathison Haining (8 juin 1897 - 17 juillet 1944) est une missionnaire de l'Église d'Écosse à Budapest, en Hongrie. Elle est reconnue en 1997 par Yad Vashem en Israël comme une Juste parmi les nations pour avoir risqué sa vie pour aider Juifs durant l'Holocauste.
Haining travaille à Budapest à partir de juin 1932 en tant que directrice d'une pension pour filles juives et chrétiennes dans une école gérée par la Mission écossaise pour les juifs. Vers 1940, après le déclenchement de la Seconde Guerre mondiale, l'Église écossaise conseille à Haining de rentrer au Royaume-Uni, mais elle décide de rester en Hongrie. Lorsque l'Allemagne envahit la Hongrie en mars 1944, les SS commencent à organiser la déportation des Juifs du pays vers Auschwitz II-Birkenau, le camp d'extermination allemand situé en Pologne occupée. Arrêtée par la Gestapo en avril 1944 pour diverses raisons, apparemment après un différend avec le cuisinier de l'école, Haining est elle-même déportée à Auschwitz-Birkenau en mai. Elle y meurt trois mois plus tard, probablement à cause de la famine et des conditions de vie catastrophiques du camp.
On sait peu de choses sur le travail de Haining à Budapest ou sur son décès à Auschwitz. En 1949, un ministre écossais, le révérend David McDougall (1889-1964), rédacteur en chef du Jewish Mission Quarterly publie une brochure de 21 pages sur elle intitulée Jane Haining of Budapest. Selon Jennifer Robertson, qui écrit en 2014 pour PRISM: An Interdisciplinary Journal for Holocaust Educators, presque toutes les publications ultérieures concernant Haining sont basées sur le livret de McDougall.

## Enfance et éducation

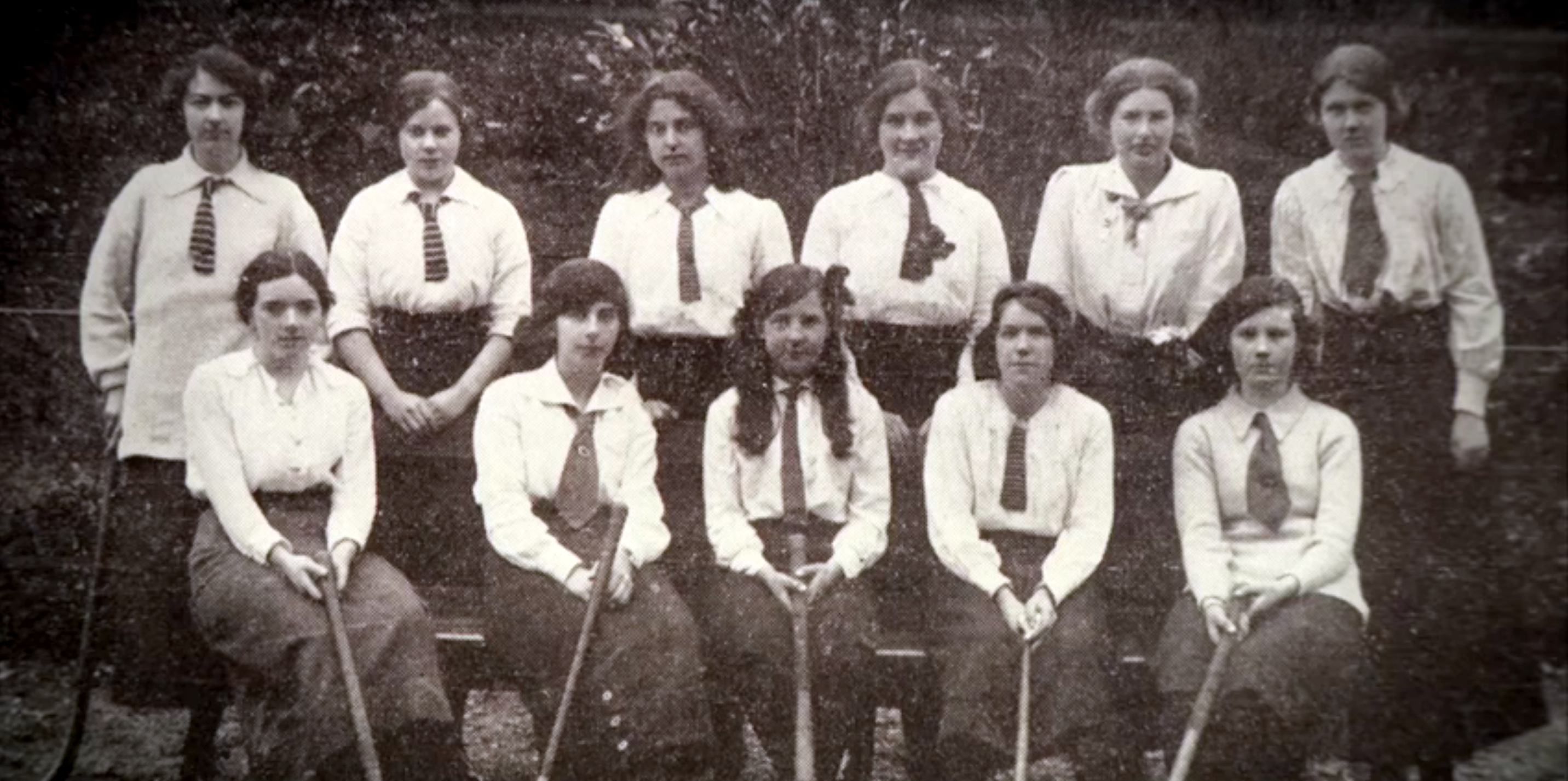
Haining (assise, deuxième à droite) à la Dumfries Academy

Née à la ferme Lochenhead de Dunscore, dans le Dumfriesshire, en Écosse, Haining est la cinquième enfant de Jane Mathison et de son mari, Thomas John Haining, mariés en 1890. Mathison, elle-même issue d'une famille paysanne, meurt en donnant naissance au sixième enfant du couple, quand Haining a environ cinq ans. Le père de Haining se remarie en janvier 1922 et meurt en juin. Vers la fin de l'année, sa seconde épouse, Robertina Maxwell, donne naissance à une fille, Agnes.
Haining grandit en tant que membre de l'église évangélique de Dunscore, qui fait partie de l'Église libre unie d'Écosse. Étudiante à l'école du village de Dunscore, elle remporte une bourse pour l'Académie Dumfries (en) en 1909, comme ses sœurs aînées Alison et Margaret, où elle vit comme pensionnaire au Moat Hostel pour filles. Elle obtient son diplôme en tant que major de promotion, l'un des 41 prix d'école qu'elle reçoit pendant ses études, et part avec les honneurs en anglais, français, allemand, latin et mathématiques.

## Carrière

### Secrétariat, reconversion
Après avoir obtenu son diplôme, Haining se forme au Conservatoire royal d'Écosse de Glasgow et travaille de 1917 à 1927 à Paisley pour J. et P. Coats Ltd, un fabricant de fil, d’abord comme commis, puis comme secrétaire du secrétaire particulier. Durant cette période, elle vit au 50 Forth Street, à Pollokshields (en), à Glasgow, et fréquente l'église libre unie de Queen's Park, àproximité, où elle enseigne à l'école du dimanche. C'est à peu près à cette époque qu'elle se tourne vers l'idée de devenir missionnaire. En 1927, elle assiste à une réunion du comité de la mission juive à Glasgow et entend le rév. George Mackenzie, président du comité, discuter de son travail de missionnaire. Elle aurait dit à un ami : « J'ai trouvé le travail de ma vie ! ».
Son directeur est malade à ce moment-là. Haining reste donc chez Coats pendant cinq mois, puis une autre année, pendant quelle forme sa remplaçante. Il suit un cursus d'un an au Glasgow College of Domestic Science, qui lui vaut un diplôme en sciences domestiques et en entretien ménager. Elle occupe un poste temporaire à Glasgow, puis à Manchester en tant que matrone. Vers 1932, elle répond à une annonce dans le magazine Life and Work de l'Église d'Écosse, à la recherche d'une matrone pour l'auberge de jeunes filles attachée son école juive à Budapest.

### Mission écossaise
La mission juive dirige une école pour filles juives et chrétiennes dans son bâtiment situé au 51, rue Vörösmarty. L'Église d'Écosse a établi la mission, également connue sous le nom d'Église St. Columba, en 1841, pour évangéliser les Juifs hongrois. Les ministres fondateurs, les Drs. Alexander Black et Alexander Keith, ainsi qu'Andrew Bonar et Robert Murray McCheyne, se rendent à Jérusalem pour répandre le christianisme, alors que Black blessé en tombant de son chameau, retourne en Écosse. Ils rentrent via Budapest, où leur séjour se prolonge lorsque Keith tombe malade. L'archiduchesse Dorothée d'Autriche les rencontrent et les persuadent de créer une mission écossaise dans cette ville.

### Travail pour la mission
Le comité de la mission juive envoie, avant son départ, Haining suivre une formation supplémentaire au collège missionnaire féminin St Colm à Édimbourg. Son service d'inhumation a lieu à l'église St Stephen d'Édimbourg, le 19 juin 1932, lors d'un service présidé par le président du comité de la mission juive, le Dr Stewart Thompson. Haining part pour Budapest le lendemain, sept mois avant qu'Adolf Hitler ne devienne chancelier de l'Allemagne le 30 janvier 1933.

Le foyer des filles se trouve au troisième étage du bâtiment de la mission sur Vörösmarty utca et comprend deux chambres à coucher avec environ 16 filles dans chaque pièce, à compter de 1932. La plupart des étudiantes sont juives. McDougall écrit en 1949 : « Cependant, toutes les filles ne sont pas juives, car il est considéré comme sage de compter parmi elles une proportion de filles chrétiennes. ». 

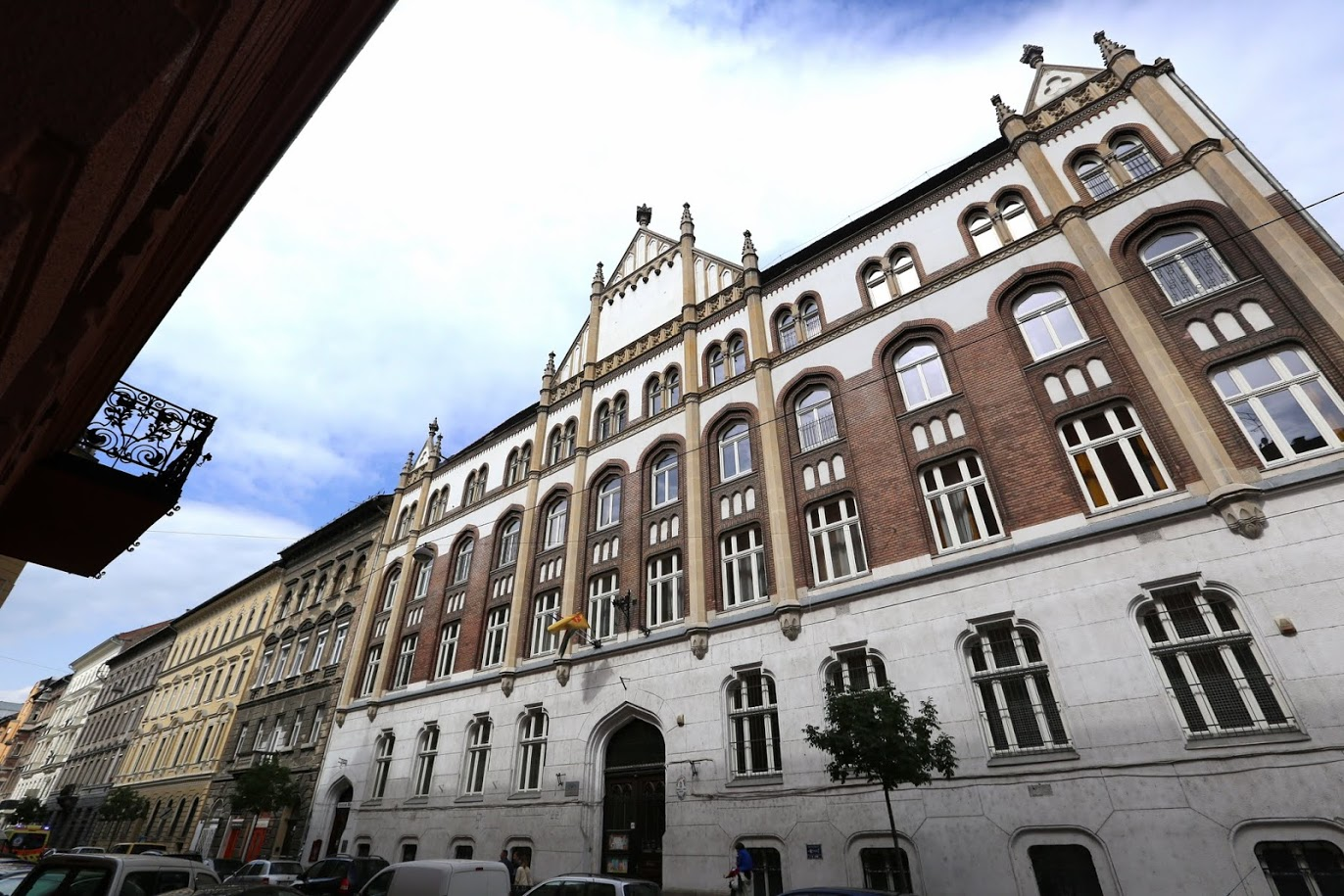
La mission écossaise, Vörösmarty utca 51, Budapest, 2017

Haining écrit que l'école compte 400 élèves âgés de six à seize ans ; 30 à 40 d’entre elles sont pensionnaires, résidentes à la journée. C'est les filles dont Haining est responsable. Bien que la loi hongroise n'autorise pas la conversion religieuse avant l'âge de 18 ans, écrit-elle, l'école vise à préparer ses étudiantes juives à la conversion au christianisme. La leçon biblique quotidienne pour tous les élèves comprend l'étude du Nouveau Testament. Haining fait des efforts pour convertir une partie du bâtiment en salles de club afin que le travail évangélique puisse continuer pour les filles qui ont quitté l'école, comme la plupart le font à l'âge de 14 ou 15 ans.

### Seconde Guerre mondiale
Lorsque la Seconde Guerre mondiale éclate le 3 septembre 1939, Haining est en vacances dans les Cornouiailles avec Margit Prém, directrice hongroise de l'école primaire. Les femmes reviennent immédiatement à Budapest. Elles veulent emmener la sœur de Haining, Agnes, avec eux pour une visite, mais la guerre modifient leurs plans. Selon McDougall, Haining écrit à quelqu'un : « Le voyage de retour était un cauchemar : cinq changements, pas de porteurs, pas de repas chaud, des trains encombrés comme lors des vacances en plus des bagages, pas de commodités sanitaires à mentionner, deux nuits passées à l'aéroport sur la plate-forme à côté ou sur nos bagages. ». En 1940, le comité des missions de l'Église d'Écosse à Édimbourg lui conseille de rentrer en Écosse, mais selon McDougall, elle se sent en sécurité en Hongrie et décida de rester. Il la mentionne brièvement dans son livre In Search of Israel (1941) : « Mlle Haining, la matrone de la maison des filles, est restée après les autres et elle est toujours là. Par des moyens détournés, nous entendons parfois d'elle. ».
À partir de ce moment, particulièrement à partir de 1941, des réfugiés juifs de toute l'Europe occupée arrivent en Hongrie pour fuir l'Holocauste. Selon McDougall, Haining écrit à quelqu'un vers 1938 : « Quel sentiment horrible que cela doit être de savoir que personne ne veut de vous et que vos voisins en veulent littéralement à votre pain quotidien. ». Selon une collègue, elle se lève à 5 heures les jours de marchés pour trouver de la nourriture pour la maison et porte elle-même les sacs très lourds qu'elle rapporte. Elle coupe aussi sa valise en cuir pour réparer les chaussures des filles. Une élève de l’école confie à un cinéaste des décennies plus tard : « Nous avions compris, même en troisième année, que nous étions protégés ici, nous ne serions pas blessés, nous serions protégés et nous serions égaux. Nous pouvions voir, nous pouvions comprendre ceci, parce qu'ils [les professeurs] se sont comportés en conséquence ».
Après la mort de Haining, le rév. George Knight, directeur de la mission, écrit en 1944 : « Pendant ces terribles années de "guerre des nerfs", alors que les réfugiés se déversent d'Allemagne dans la sécurité relative de la Hongrie, les membres de la Mission décident d'aider ces émigrés à poursuivre leur fuite vers la Grande-Bretagne et l'hémisphère occidental. Nous avons créé une école de formation pour les domestiques potentiels et Mlle Haining... a donné des cours à des réfugiés juifs sur les conditions britanniques. »

### L'invasion allemande de la Hongrie

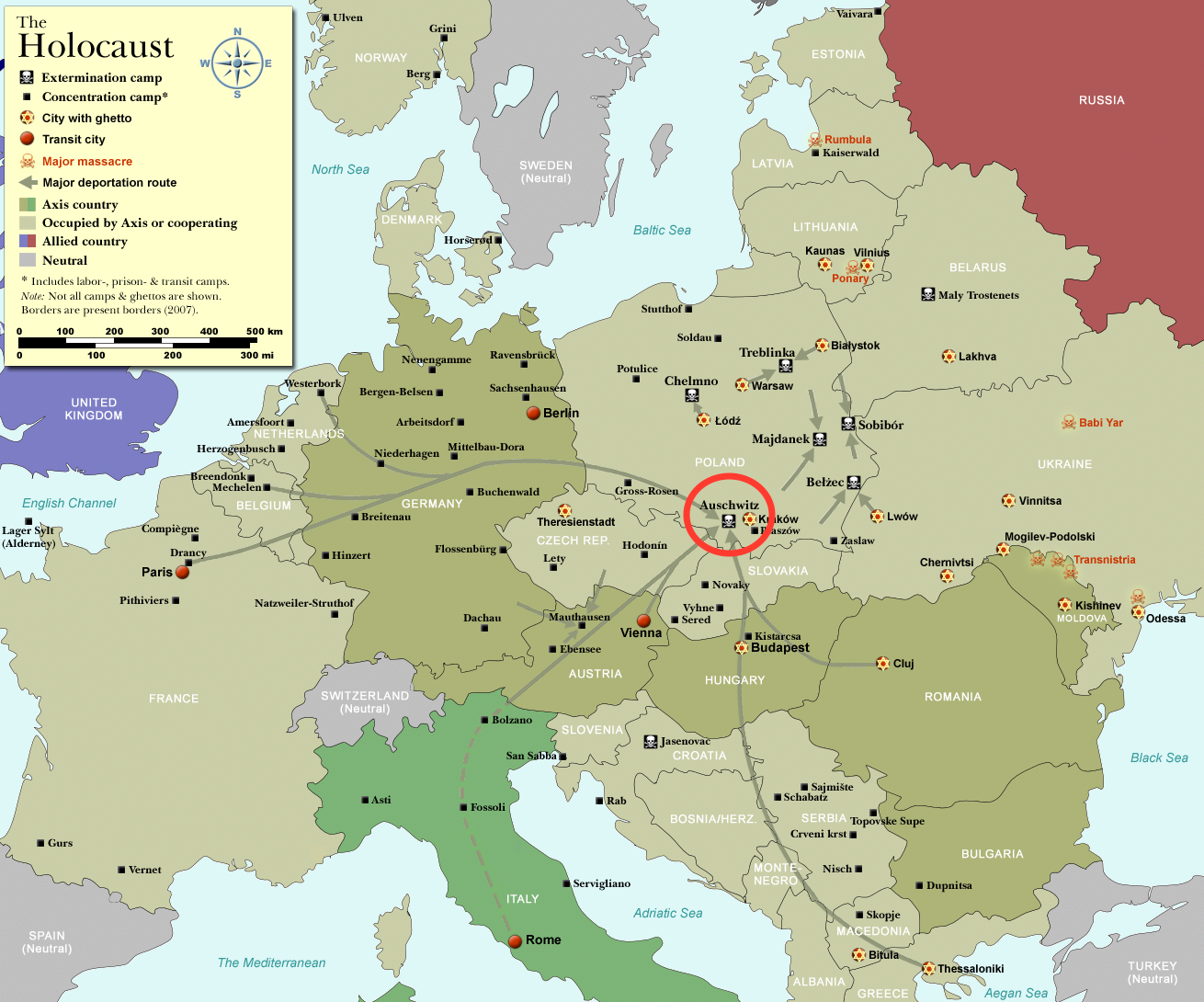
Camps de concentration et ghettos en Europe occupée (frontières 2007) ; Auschwitz est entouré de rouge.

Le 19 mars 1944, la Wehrmacht envahit la Hongrie et les SS commencent immédiatement à prendre des dispositions pour que les Juifs du pays soient déportés à Auschwitz. Le SS-Obersturmbannführer Adolf Eichmann et son Sondereinsatzkommando arrivent à Budapest pour prendre en charge les déportations. Le 31 mars, une série de restrictions anti-juives sont introduites et entrent en vigueur le 5 avril : il est alors interdit aux Juifs de posséder des voitures et des postes de radio, d'utiliser le téléphone, de rentrer chez eux, de porter un uniforme scolaire ou d'utiliser les bains publics, les piscines, restaurants publics, cafés, bars ou services de restauration. Ils doivent déclarer n'importe quelle propriété sauf une petite quantité d'articles ménagers. Des avocats, des fonctionnaires et des journalistes juifs sont licenciés, les non-juifs n’ont pas le droit de travailler dans des foyers juifs, les livres des Juifs ne peuvent pas être publiés et ceux qui existent déjà ne peuvent pas être empruntés aux bibliothèques.
Les Juifs de plus de six ans devaient porter une étoile jaune de 10 × 10 cm en forme d'étoile de David sur la poitrine gauche de leurs vêtements extérieurs. Après le décret, les Juifs sont arrêtés pour des problèmes mineurs, comme le port d'une étoile à la mauvaise taille. À la mi-avril 1944, les SS commencent à les rassembler dans des zones de détention, y compris des ghettos et des usines de briques, où ils sont détenus pendant des semaines sans rien à manger.

## Arrestation

### Charges
Le comité de la mission juive de l'Église d'Écosse à Édimbourg écrit au bureau des Affaires étrangères et du Commonwealth au moment de l'invasion de la Hongrie qu'il est « profondément endetté envers Mme Jane Haining… Par son influence personnelle et sa fidélité, elle inspire une telle loyauté que la Mission [juive] de Budapest a maintenu ses hauts standards. Les événements récents modifient sérieusement la situation et les pensées de l'Église sont avec elle et ses collègues dans les nouvelles difficultés qui apparaîtront. »
À la fin d'avril ou début mai 1944 (le 25 avril, selon Mgr László Ravasz de l'Église réformée en Hongrie ), deux officiers de la Gestapo arrivent à la mission à la maison pour arrêter Haining. Ils fouillent son bureau et sa chambre et lui donne 15 minutes pour faire ses bagages. Selon le journal de l'un de ses collègues daté du 30 avril 1944, Haining se trouve « maintenant dans les caves du quartier général de la police. J'ai demandé [au consulat] pourquoi et on m'a dit qu'une femme de ménage l'avait accusée d'avoir un poste radio secret ». Elle est d'abord incarcérée dans une maison utilisée par la Gestapo, dans les collines de Buda, avant d'être transférée dans la prison située Fő utca. Ses amis lui envoient des colis de nourriture et des sous-vêtements propres chaque semaine. Selon un autre prisonnier, Mlle Francis W. Lee, racontée par David McDougall en 1949, Haining est interrogée à deux reprises et est accusée de :
- Elle travaille avec des Juifs
- Elle a pleuré en mettant les étoiles sur ses étudiantes
- Elle a renvoyé sa femme de ménage, une aryenne
- Elle a écouté la BBC
- Elle a reçu la visite de visiteurs britanniques
- Elle a une activité politique
- Elle a rendu visite à des prisonniers de guerre britannique
- Elle leur a envoyé des colis[36]

Selon McDougall, le gouvernement hongrois autorise Haining à rendre visite à des prisonniers de guerre britanniques et elle leur envoie effectivement des colis. Après avoir admis les accusations, à l'exception de l'allégation d'activité politique, Haining est transférée dans le camp de transit de Kistarcsa. Ses amis arrivent à la prison de Fő utca avec de la nourriture et des sous-vêtements propres, mais elle est déjà partie. Francis Lee écrit en juillet 1945 au Dr Laszlo Nagy de l'Église réformée hongroise :
En 1946, l'évêque László Ravasz déclare à la mission écossaise qu'il a tenté d'obtenir de l'aide pour Haining auprès de l'amiral Miklós Horthy, régent de Hongrie, qui, selon Ravasz, « a appris l'affaire avec un profond regret et m'a assuré de sa sympathie pour l'Église d’Écosse et de tous ses ouvriers ». Ravasz s'est également entretenu avec le secrétaire d'État Miklos Mester et le Premier ministre hongrois, qui, au moment de l'arrestation de Haining, est Döme Sztójay. Ravasz comprend que le Premier ministre a demandé à un sous-secrétaire de demander la libération de Haining, mais Ravasz ne reçoit aucune autre réponse à ses demandes de renseignements.

### Déportations de masse à Auschwitz
En avril 1944, les Allemands commencent à déporter les Juifs de Hongrie vers le camp d'extermination allemand Auschwitz II-Birkenau, en Pologne occupée. Entre le 15 mai et le 9 juillet 1944, les SS déportent la communauté juive dans des wagons de marchandises fermés à raison de 12 000 personnes par jour. Selon Edmund Veesenmayer, ministre de Hitler en Hongrie, 437 402 Juifs hongrois sont déportés, ce qui constitue la quasi-totalité de la population juive de la campagne hongroise. Les déportés sont conduits dans des trains hongrois jusqu’à la frontière slovaque, puis transférés dans des trains allemands pour être conduits dans le sud de la Pologne, un voyage d’environ deux jours. Embarqués dans les wagons dans des conditions horribles, avec peu d'air, de lumière, de nourriture ou d'eau, avec des seaux pour les latrines et sans vie privée, de nombreuses personnes meurt pendant le voyage.
À partir de mai 1944, les trains à destination d'Auschwitz arrivent sur une nouvelle rampe de train construite pour transporter les juifs hongrois directement dans le camp. La ligne à trois voies, qui s’arrête près des chambres à gaz permet à un nouveau train d’arriver pendant le déchargement d’un précédent. Les crématoriums peuvent à peine faire face ; les Sonderkommando doivent commencer à brûler des corps dans des foyers à ciel ouvert. Environ 90% des Juifs hongrois qui survivent au voyage vers Auschwitz sont envoyés dans des chambres à gaz à leur arrivée ; les autres sont sélectionnés pour le travail d'esclave.

### Déportation de Haining, dernière lettre
Selon l'historienne polonaise Danuta Czech, Haining est déportée à Auschwitz II le 15 mai 1944. Selon David McDougall, elle est emmenée à Auschwitz avec 90 autres prisonniers du camp de transit de Kistarcsa. Un ancien élève déclare que beaucoup de filles juives de la mission écossaise se sont également retrouvées à Auschwitz ; quelques-unes ont survécu.
Sélectionnée pour le travail plutôt que pour la chambre à gaz, Haining reçoit le numéro 79467. Elle envoie une carte postale d'Auschwitz, écrite en allemand, à Margit Prém de l'école missionnaire. (La carte a été transmise le 1er août 1956 au département de la mission mondiale de l'Église écossaise). Cachetée à "Auschwitz, Haute-Silésie, 21 juillet 1944", avec sur un coin marqué "Konzentrationslager Auschwitz" et liste les règles pour correspondre avec les prisonniers. Le verso est daté du 15 juillet 1944, écrit au crayon :

### Mort

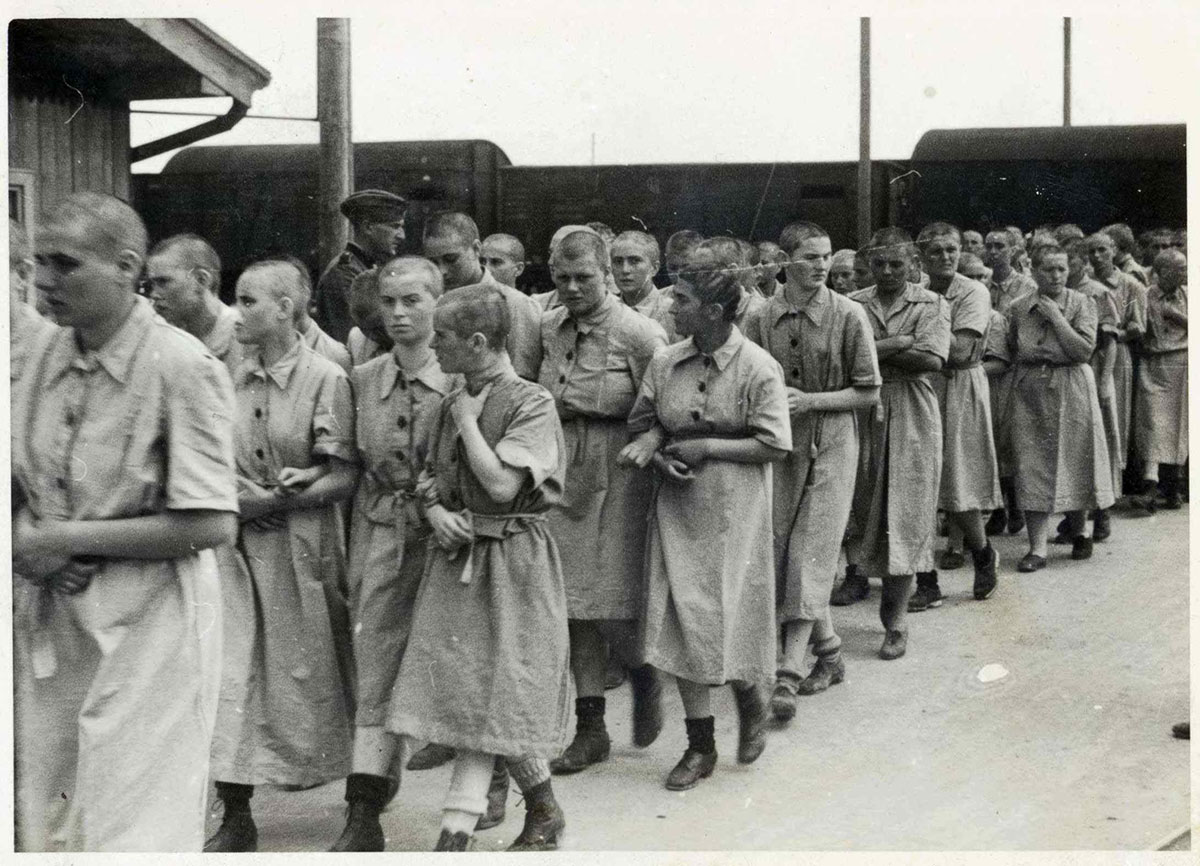
Prisonnières à Auschwitz II-Birkenau, v. mai 1944

Selon un acte de décès parvenu à Édimbourg le 17 août 1944, Haining meurt à l'hôpital du camp le 17 juillet 1944, deux jours après la date inscrite au crayon sur sa carte pour Margit Prém. Livré avec l'aimable autorisation de la légation allemande à Budapest et du gouvernement suisse, l'acte de décès indique : « Mlle Haining, arrêtée pour suspicion d'espionnage contre l'Allemagne, est décédée à l'hôpital, le 17 juillet, de cachexie à la suite d'un catarrhe intestinal. ». En juin 1946, le magazine Life and Work de l'Église d'Écosse signale que la mission écossaise à Budapest a reçu de Mgr Ravasz, à Budapest, une lettre sur Haining qui décrit ses efforts déployés en 1944 pour porter son arrestation à l'attention du gouvernement hongrois. La réponse finale qu'il reçut était « un colis qui a été livré à la mission écossaise à la fin du mois de juillet et à partir duquel on peut être assuré que Mlle Haining a perdu la vie dans un camp de concentration allemand ». Mgr Ravasz ajoute à sa lettre :
La Bible de Haining est trouvée à la maison de la mission après la guerre et est exposée dans le bâtiment de la mission. Certaines de ses affaires sont retrouvées en 2016 dans les combles du siège de l'Église d'Écosse sur George Street, à Édimbourg. Ils incluent son testament manuscrit daté de juillet 1942 et plus de 70 photographies des filles de l'école de la mission,. Les articles sont placés à la Bibliothèque nationale d'Écosse.

## Monuments commémoratifs
On sait peu de choses sur Auschwitz à la mort de Haining. Robertson écrit qu'un rapport de l'Église d'Écosse de 1944 indique qu'elle a été envoyée dans un « camp de détention pour femmes à Auschwitz en Haute-Silésie » et que la pierre tombale de sa famille, située dans le cimetière d'Irongray près de Castle Douglas, place son lieu de décès en Allemagne. La mission écossaise à Budapest dévoile une plaque commémorative pour elle en 1946. En juin 1948, deux vitraux en son honneur sont installés dans le vestibule de l'église paroissiale de Govanhill à Queen's Park, à Glasgow.
Le 27 janvier 1997 - Journée internationale dédiée à la mémoire des victimes de l'Holocauste et du 52e anniversaire de la libération d'Auschwitz - Yad Vashem reconnait Haining comme Juste parmi les nations. Son nom est inscrit sur un mur d'honneur dans le jardin des Justes à Jérusalem. Vingt-deux Britanniques sont reconnus comme tels en janvier 2018. Haining est la deuxième écossaise après Tommy Noble, un prisonnier de guerre écossais nommé Juste parmi les nations en 1988.
D'autres monuments à Haining incluent un cairn près de l'église de Dunscore, rendu possible en 2005 par un don public et un « prix Jane Haining » de l'Église d'Écosse, qui organise une visite annuelle en Écosse pour un enseignant hongrois et deux étudiants. Un autre cairn, érigé en 1998 sur la colline de Calton Hill à Édimbourg, incorpore en sa mémoire une pierre provenant du camp d'extermination d'Auschwitz. En 2010, la ville de Budapest renomme une section d'un remblai : Pesti alsó rakpart (remblai inférieur côté Pest, le long du Danube entre le Széchenyi lánchíd et le pont Elizabeth) devient le Jane Haining rakpart. Également en 2010, le gouvernement britannique l'a nommée Héroïne britannique de l'Holocauste. En 2017, elle est de nouveau honorée par la ville de Budapest lors d'une exposition au centre commémoratif de l'Holocauste.
Karine Polwart (en), l'autrice-compositrice-interprète écossaise, écrit une chanson sur Haining intitulée "Baleerie Baloo" (du nom de la berceuse écossaise Baloo Baleerie (en)) pour son album de 2006, Scribbled in Chalk (en). En 2009, Raymond Raszkowski Ross base une pièce sur sa vie intitulée A Promised Land et la journaliste néo-zélandaise Lynley Smith écrit un journal fictif, From Matron to Martyr (2012), basé sur la vie de Haining. En 2016, Haining est nommée dans la vidéo accompagnant "Girl (Daughter of Scotland)", un hymne féminin écossais de Sharon Martin. Le poète en résidence de la BBC Écosse, Stuart A. Paterson, rend hommage à Haining pour la Journée internationale dédiée à la mémoire des victimes de l'Holocauste, organisé en 2018, "In Days of Darkness". 

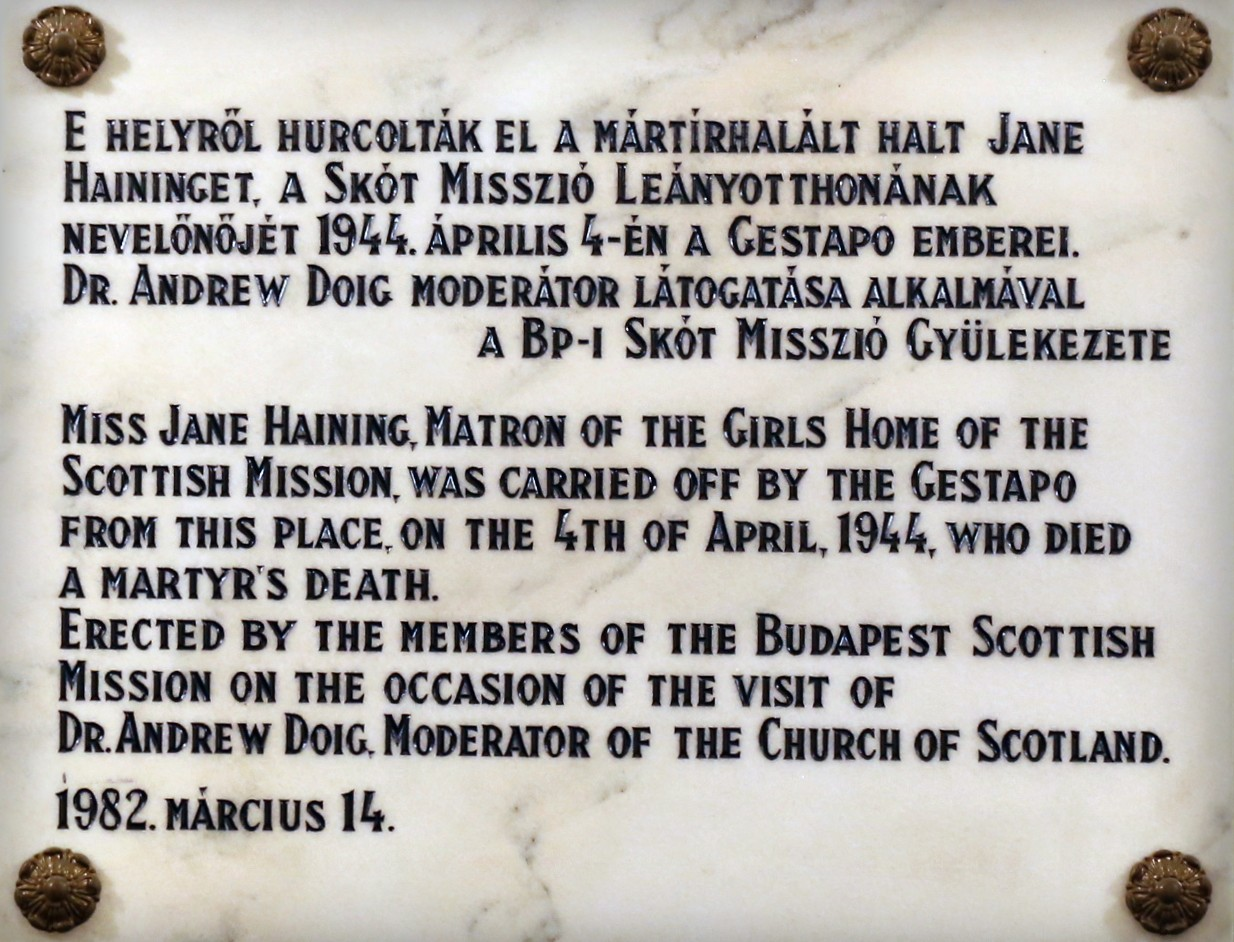
Plaque à la mission écossaise, Budapest
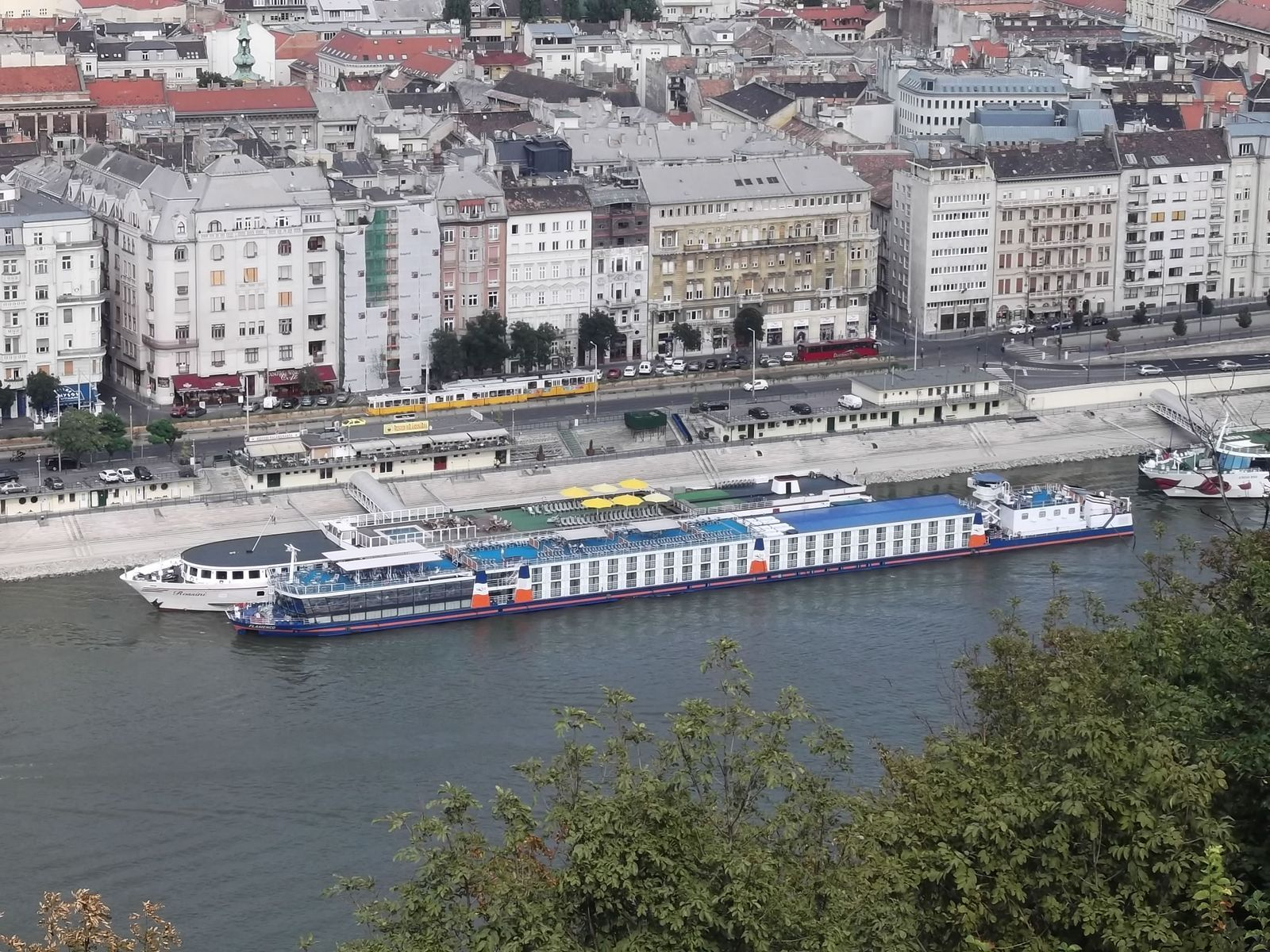
Jane Haining Rakpart ("quai Jane Haining"), Budapest
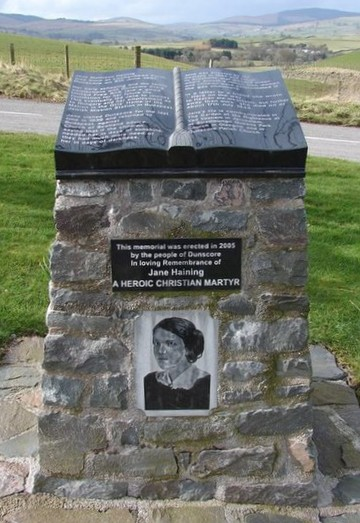
Mémorial à Dunscore

## Voir également
- Juste parmi les nations

## Ouvrages cités
Les sources d'informations et les sites Web sont répertoriés dans les références uniquement.
Sur Haining
- (en) Danuta Czech, Auschwitz, 1940–1945. Central Issues in the History of the Camp. Volume V : Epilogue, Oświęcim, Auschwitz-Birkenau State Museum, 2000 (ISBN 978-83-85047-87-2), « A Calendar of the Most Important Events in the History of the Auschwitz Concentration Camp », p. 119–231
- (en) Martin Gilbert, Auschwitz and the Allies, Londres, Mandarin Paperbacks, 1991 (1re éd. 1981) (ISBN 978-0-7493-0602-1)
- (en) Amy Lester, « Evolution of the Scottish Mission in Budapest » [archive du 24 avril 2018], Reformed Church in Hungary, 15 août 2013
- (en) Francis Lee, Letter from Mrs. Francis W. Lee to Dr. Laszlo Nagy, National Library of Scotland, Acc. 7548, G. 46a, carbon copy, 28 juillet 1945
- (en) David McDougall, In Search of Israel : A Chronicle of the Jewish Missions of the Church of Scotland, Londres, Thomas Nelson, 1941 (OCLC 463073941)
- (en) David McDougall, Jane Haining of Budapest, Glasgow, Church of Scotland Jewish Mission Committee, 1949 (OCLC 607693615)
- (en) David McDougall, Jane Haining 1897–1944, Édimbourg, The Church of Scotland World Mission, 1998 (OCLC 64733679)
- (en) « News of Jane Haining », Life and Work, Edinburgh, The Church of Scotland,‎ juin 1946 (lire en ligne [archive du 19 février 2019])
- (en) [vidéo][motion picture] « Szeretettel, Jane », Lídia (producer) Bánóczi, 2014, Budapest, IKON Stúdió Egyesület
- (en) Jennifer Robertson, « 'An Inspiration to All of Us': Jane Haining of the Scottish Jewish Mission, Budapest », Prism: An Interdisciplinary Journal for Holocaust Educators, vol. 6,‎ printemps 2014, p. 29–34 (ISSN 1949-2707, lire en ligne [archive du 19 février 2019])
- (en) John S. Ross, Time for Favour : Scottish Missions to the Jews 1938–1852, Stoke-on-Trent, Tentmaker Publications, 2011, 343 p. (ISBN 978-1-901670-67-7), Based on a PhD thesis for the University of Wales, Lampeter, 2004
- (en) [vidéo][television documentary] « Jane Haining: The Scot Who Died in Auschwitz », Norman (director) Stone et Anna Lisa (producer) Stone, 2014, Glasgow, BBC One Scotland
- (en) D. F. Wright, « Haining, Jane Mathison (1897–1944) », Oxford Dictionary of National Biography, 23 septembre 2004 (DOI 10.1093/ref:odnb/48816)

Sur l'Holocauste ou les missions juives
- (en) Anatomy of the Auschwitz Death Camp, Bloomington, Indiana University Press, 1994, 638 p. (ISBN 978-0-253-32684-3 et 0-253-32684-2), pp. 456–468 ; pp. 61-76
- (en) Braham, Randolph L., The Politics of Genocide : The Holocaust in Hungary, Détroit, Wayne State University Press, 2000, 321 p. (ISBN 978-0-8143-2691-6, lire en ligne)
- (en) Braham, Randolph L.; Vanden Heuvel, William (eds.), The Auschwitz Reports and the Holocaust in Hungary, New York, Columbia University Press, 2011, 291 p. (ISBN 978-0-88033-688-8), « Hungary: The Controversial Chapter of the Holocaust », pp. 29–49
- (en) Friedländer, Saul, The Years of Extermination : Nazi Germany and the Jews, 1939–1945, New York, Harper Collins, 2007, 870 p. (ISBN 978-0-06-019043-9, lire en ligne)
- (en) Glaser, Mitchell Leslie, A Survey of Missions to the Jews in Continental Europe 1900–1950, Pasadena, Fuller Theological Seminary, 1998
- (en) Smith, Lyn, _Voices of the Holocaust, Londres, Basic Books, 2007 (ISBN 978-0-7867-1922-8)
- (en) Walker, Norman L., Chapters from the History of the Free Church of Scotland, Édimbourg/Londres, Oliphant Anderson & Ferrier, 1895 (OCLC 820751140, lire en ligne)
- (en) Wyman, David S., The Abandonment of the Jews : America and the Holocaust, 1941–1945, New York, The New Press, 2007 (ISBN 978-1-59558-174-7)